# Eugène Auwerkeren
Eugène Auwerkeren est un gymnaste belge né le 10 décembre 1885 à Anvers.

## Carrière
Il fait partie de l'équipe de Belgique qui remporte la médaille d'argent au concours général par équipes aux Jeux olympiques d'été de 1920 se tenant à Anvers.